# Луковит
Лу́ковит (болг. Луковит) — місто в Ловецькій області Болгарії. Адміністративний центр общини Луковит.
У місті перебуває архієрейське намісництво Плевенської єпархії БПЦ.

## Населення
За даними перепису населення 2011 року у місті проживали 8964 особи.
Національний склад населення міста:
| Національність   | Кількість осіб | Відсоток |
| ---------------- | -------------- | -------- |
| болгари          | 6171           | 73,6%    |
| цигани           | 1971           | 23,5%    |
| турки            | 158            | 1,9%     |
| інша             | 24             | 0,3%     |
| не визначились   | 59             | 0,7%     |
| Всього відповіли | 8383           |          |

Розподіл населення за віком у 2011 році:
Динаміка населення: